# Stephan Brenninkmeijer
Stephan Brenninkmeijer (ur. 27 czerwca 1964 w Doorwerth) – holenderski montażysta, reżyser, scenarzysta i producent filmowy.

## Życiorys
Brenninkmeijer urodził się 27 czerwca 1964 roku w miasteczku Doorwerth. W wieku 8 lat przeniósł się z rodziną do Apeldoorn. Przez 4 lata, począwszy od 1988 roku, studiował w Holenderskiej Akademii Filmowej. Następnie, po jej ukończeniu, w 1993 roku rozpoczął pracę montażysty przy serialu „Pleidooi”, który został przyjęty bardzo entuzjastycznie. Podczas swojej kariery, pracował między innymi z takimi twórcami, jak Mike van Diem czy Maarten Treurniet. W 2002 roku wyprodukował, wyreżyserował i napisał scenariusz do filmu „Swingers”, bardzo kontrowersyjnego filmu, który zrealizowano za niewielkie pieniądze.

## Filmografia

### montażysta
- 1992: Rerun(inne języki)
- 2006: My 9/11
- 2008: Great Kills Road(inne języki)
- 2011: Caged(inne języki)

### reżyser
- 1992: Rerun(inne języki)
- 2002: Swingers(inne języki)
- 2011: Caged(inne języki)

### scenarzysta
- 1992: Rerun(inne języki)
- 2011: Caged(inne języki)

### producent
- 2011: Caged(inne języki)

### reżyser
- 1999-2003: Zachodni wiatr(inne języki) (Westenwind)

### montażysta
- 1999-2003: Zachodni wiatr(inne języki) (Westenwind)